# Xakao
Xakao est une ville du Botswana, située à proximité de la frontière avec la Namibie, là où la rivière Okavango entre dans le « pays des Tswanas ».